# Anahy de las Misiones
Anahy de las Misiones é um filme brasileiro de 1997, do gênero drama, dirigido por Sérgio Silva e com roteiro de Gustavo Fernández, Tabajara Ruas e Sérgio Silva.

## Sinopse
Em 1839, a andarilha Anahy viaja pelos campos de batalha do Rio Grande do Sul (chamado por ela de República de São Pedro do Rio Grande) ,  durante a  Guerra dos Farrapos ou Revolução Farroupilha, saqueando os mortos e negociando os achados com os soldados sobreviventes. Com ela vão os filhos Solano, o mais velho que manca de uma perna, Teobaldo, simpatizante dos revoltosos (os "Farrapos", que lutam contra as forças do Império, apelidadas de "Caramurus"), Luna, que esconde sua beleza com bandagens, e Leonardo, o impetuoso caçula. À família se juntam ainda o revoltoso Manoel e a prostituta Picumã.

## Elenco
- Araci Esteves.... Anahy
- Marcos Palmeira.... Solano
- Dira Paes.... Luna
- Paulo José.... Joca Ramírez
- Cláudio Gabriel.... Teobaldo
- Fernando Alves Pinto.... Leon
- Giovanna Gold.... Picumã
- Matheus Nachtergaele.... Manoel

## Prêmios e indicações
Venceu nas categorias de melhor filme, melhor cenografia, melhor roteiro, melhor atriz (Araci Esteves), melhor ator (Marcos Palmeira) e melhor atriz coadjuvante (Dira Paes), Festival de Brasília de 1997. Em 1998, Anahy de las Misiones foi premiada no Festival de Trieste, na categoria melhor atriz (Araci Esteves); o Festival de Cinema Brasileiro de Miami, na categoria de melhor fotografia (Adrian Cooper); no Festival de Cinema do Recife, na categoria melhor atriz (Araci Esteves) e melhor roteiro; e Dira Paes também ganhou o Troféu APCA de melhor atriz coadjuvante. O longa também foi indicado na categoria melhor filme no Festival de Cinema de Bogotá, em 1999.